# Ravenswood (West Virginia)
Ravenswood is een plaats (city) in de Amerikaanse staat West Virginia, en valt bestuurlijk gezien onder Jackson County.

## Demografie
Bij de volkstelling in 2000 werd het aantal inwoners vastgesteld op 4031.
In 2006 is het aantal inwoners door het United States Census Bureau geschat op 3997, een daling van 34 (-0.8%).

## Geografie
Volgens het United States Census Bureau beslaat de plaats een oppervlakte van
4,9 km², waarvan 4,8 km² land en 0,1 km² water. Ravenswood ligt op ongeveer 177 m boven zeeniveau.

## Plaatsen in de nabije omgeving
De onderstaande figuur toont nabijgelegen plaatsen in een straal van 24 km rond Ravenswood.